# Live from the Underground
Live from the Underground è il primo album in studio del rapper statunitense Big K.R.I.T., pubblicato nel 2012.

## Tracce
1. LFU300MA (Intro) – 2:13
2. Live from the Underground – 3:40
3. Cool 2 Be Southern – 3:22
4. I Got This – 3:22
5. Money on the Floor (featuring 8Ball & MJG & 2 Chainz) – 4:07
6. What U Mean (featuring Ludacris) – 3:56
7. My Sub (Pt. 2: The Jackin') – 4:11
8. Don't Let Me Down – 2:57
9. Porchlight (featuring Anthony Hamilton) – 3:48
10. Pull Up (featuring Big Sant & Bun B) – 4:01
11. Yeah Dat's Me – 3:25
12. Hydroplaning (featuring Devin the Dude) – 4:01
13. If I Fall (featuring Melanie Fiona) – 2:56
14. Rich Dad, Poor Dad – 3:06
15. Praying Man (featuring B.B. King) – 4:21
16. Live from the Underground (Reprise) (featuring Ms. Linnie) – 4:53

## Classifiche
| Classifica (2012) | Posizione raggiunta |
| ----------------- | ------------------- |
| Stati Uniti       | 5                   |